# Afrohyrax
L'afroirace (gen. Afrohyrax) è un mammifero erbivoro estinto, appartenente agli iracoidi. Visse tra l'Oligocene superiore e il Miocene medio (circa 25 - 15 milioni di anni fa) e i suoi resti fossili sono stati ritrovati in Africa e in Asia.

## Descrizione
Questo animale era di dimensioni piuttosto grandi, soprattutto se raffrontato con i moderni iraci: la lunghezza poteva oltrepassare un metro e mezzo. Il cranio era piuttosto lungo e basso, con un lungo rostro perforato da una fossa nasomascellare. Afrohyrax assomigliava ad altri iracoidi arcaici più antichi, soprattutto per quanto riguarda le caratteristiche della dentatura: l'ectolofo spuntava improvvisamente dal margine buccale del dente e formava una sorta di W in vista occlusale. I molari superiori, inoltre, erano dotati di ridotte costole buccali, paracono e metacono senza speroni linguali e un metastilo debole.

## Classificazione
Il genere Afrohyrax è il più noto tra gli iracoidi del Miocene dell'Africa orientale. I primi fossili di questo animale, rinvenuti in terreni del Miocene inferiore del Kenya, vennero descritti da Arambourg nel 1933; lo studioso li attribuì a un genere già noto, Pliohyrax, pur riconoscendo che appartenevano a una specie a sé stante (P. championi). Successivamente i fossili vennero variamente attribuiti ai generi Megalohyrax e Pachyhyrax, e solo nel 2004 una revisione degli iracoidi africani del Miocene portò all'istituzione del genere Afrohyrax (Pickford, 2004). I migliori fossili di Afrohyrax championi provengono dalle zone di Mfwangano (Miocene inferiore) e Kipsaraman (Miocene medio) in Kenya, ma altri resti sono stati ritrovati in Uganda e in Arabia Saudita. Altri fossili attribuiti ad Afrohyrax sono stati ritrovati in strati più antichi (Oligocene superiore) in Kenya e potrebbero rappresentare una nuova specie (Gutierrez, 2011).
Afrohyrax mostra notevoli somiglianze con alcuni iracoidi dell'Oligocene egiziano (Titanohyrax, Antilohyrax) ed è quindi considerato un loro possibile tardo discendente. Questi animali, riuniti nel clade dei Titanohyracinae, sono a volte considerati una famiglia a sé stante (Titanohyracidae), distinta dalla ben nota Pliohyracidae.

## Paleoecologia
La paleoecologia di Afrohyrax è stata studiata in dettaglio fin dalla metà del secolo scorso (Whitworth, 1954): questo animale è considerato un corridore che viveva in zone almeno parzialmente aperte e che si cibava di foglie.